# Домовленість у Нассау

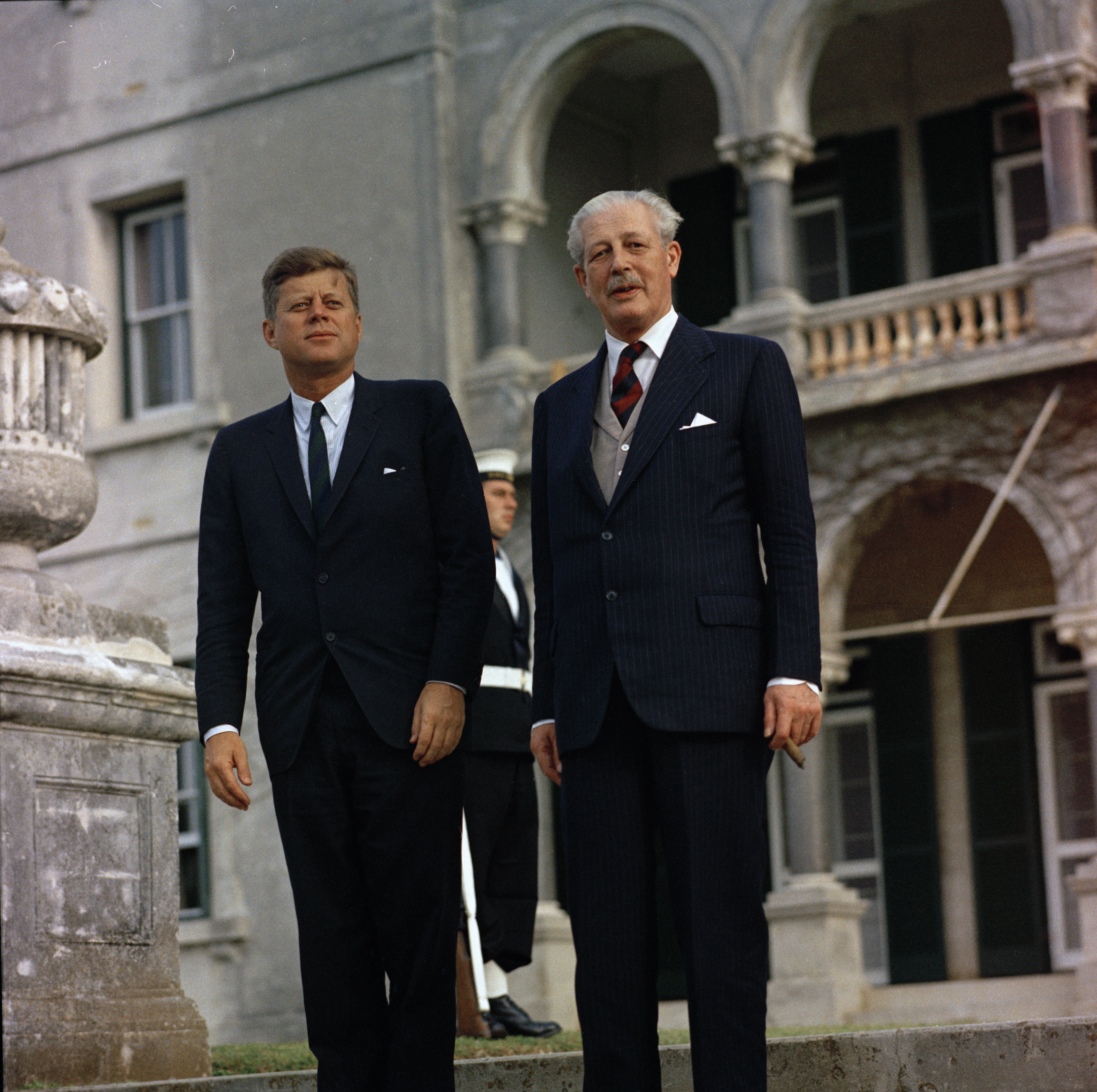
Джон Ф. Кеннеді з прем'єр-міністром Великої Британії Гарольдом Макмілланом

Домовленість у Нассау — угода про доступ Британії до американських ядерних ракет, укладена 21 грудня 1962 року на Багамських Островах, укладеною між президентом Сполучених Штатів Джоном Ф. Кеннеді та Гарольдом Макмілланом, прем’єр-міністром Сполученого Королівства, щоб покласти край кризі Скайболт.
Велика Британія вирішила концтрувати свою стримуючу силу 1960-х років на Skybolt, а саме повітряні балістичні ракети, і її скасування призвело до серйозних розбіжностей між Великою Британією та США, відомими сьогодні як «Криза Скайболта».
Серія зустрічей між двома лідерами протягом трьох днів відбулася після оголошення Кеннеді про його намір скасувати проект балістичних ракет повітряного базування Skybolt. Результатом було те, що США погодилися поставити Великій Британії балістичні ракети підводного базування Polaris для британської програми Polaris.
Згідно з угодою, США погодилися поставити ракети Skybolt в обмін на дозвіл на створення бази підводних човнів з балістичними ракетами в озері Holy Loch поблизу Глазго. Тоді британський уряд скасував розробку своєї балістичної ракети середньої дальності, відомої як Blue Streak, залишивши Skybolt основою незалежного ядерного стримування Великої Британії в 1960-х роках. Без Skybolt V-бомбардувальники Королівських ВПС (RAF), швидше за все, застаріли б через те, що вони не змогли пробити вдосконалену протиповітряну оборону, яку Радянський Союз мав розгорнути до 1970-х років.
У Нассау Макміллан відхилив інші пропозиції Кеннеді та наполягав на тому, щоб він поставив Великій Британії ракети «Поларіс». Вони являли собою більш просунуту технологію, ніж Skybolt, і США не були схильні надавати їх, окрім як частини багатосторонніх сил в рамках Організації Північноатлантичного договору (НАТО). Відповідно до Нассауської угоди США погодилися надати Великій Британії Polaris. Угода передбачала, що британські ракети Polaris будуть передані НАТО як частина багатосторонніх сил і можуть використовуватися незалежно лише у разі втручання «вищих національних інтересів».
Угода Нассау стала основою Угоди про продаж Polaris, договору, підписаного 6 квітня 1963 року. Відповідно до цієї угоди британські ядерні боєголовки були встановлені на ракетах Polaris. У результаті відповідальність за ядерне стримування Британії перейшла від Королівських ВПС до Королівського флоту. Президент Франції Шарль де Голль назвав залежність Великої Британії від Сполучених Штатів за Нассауською угодою як одну з головних причин свого вето на заявку Великої Британії на вступ до Європейського економічного співтовариства (ЄЕС) 14 січня 1963 року.

## Британське ядерне стримування

На зустрічі Організації Північноатлантичного договору (НАТО) в Парижі в грудні 1953 року міністр оборони Сполучених Штатів Чарльз Е. Вілсон підняв питання про можливість спільної програми розробки балістичних ракет середньої дальності (MRBM). Переговори відбулися в червні 1954 року, в результаті чого 12 серпня 1954 року було підписано угоду. Сполучене Королівство за підтримки Сполучених Штатів розробить  MRBM, яка отримала назву Blue Streak. Спочатку передбачалося, що це коштуватиме 1,84 мыльярда фунтів стерлінгів (еквівалент 81,636 мільярда гривень у 2022 році), при цьому Сполучені Штати сплатять 15 відсотків. 
Ядерне озброєння Великої Британії спочатку базувалося на вільнопадаючих бомбах, доставлених V-бомбардувальниками Королівських ВПС (RAF). З розробкою водневої бомби ядерний удар по Великій Британії міг би вбити більшість населення та порушити або знищити політичні та військові системи командування. Тому Сполучене Королівство прийняло стратегію протидії, націлившись на авіабази, з яких бомбардувальники могли атакувати Сполучене Королівство, і знищивши їх, перш ніж вони могли це зробити.
До 1958 року проект зазнав проблем. До його розгортання залишалося ще багато років, але Сполучені Штати постачали американські балістичні ракети середньої дальності «Тор» у рамках проекту «Емілі», і були занепокоєння щодо вразливості Блакитної смуги на рідкому паливі до превентивного ядерного удару.
Щоб продовжити ефективність і експлуатаційний ресурс V-бомбардувальників, 3 вересня 1954 року було видано Оперативну вимогу (OR.1132) для реактивної ракети повітряного базування з дальністю дії 190 кілометрів (100 морських миль), яка могла бути запущена з V-бомбардувальника. Це стала Blue Steel. Міністерство постачання уклало контракт на розробку з Avro в березні 1956 року, і він почав використовуватися в грудні 1962 року. До цього часу передбачалося, що навіть з Blue Steel протиповітряна оборона Радянського Союзу незабаром покращиться до такої міри, що V-бомбардувальникам буде важко атакувати свої цілі, і були заклики до розробки Blue Steel Mark. II з дальністю принаймні 1100 кілометрів (600 морських миль). Незважаючи на назву, це була абсолютно нова ракета, а не розвиток Mark I. Міністр авіації Дункан Сендіс наполягав на тому, щоб першочергово було прийнято на озброєння Mark I , і Mark II було скасовано наприкінці 1959 року.

## Skybolt

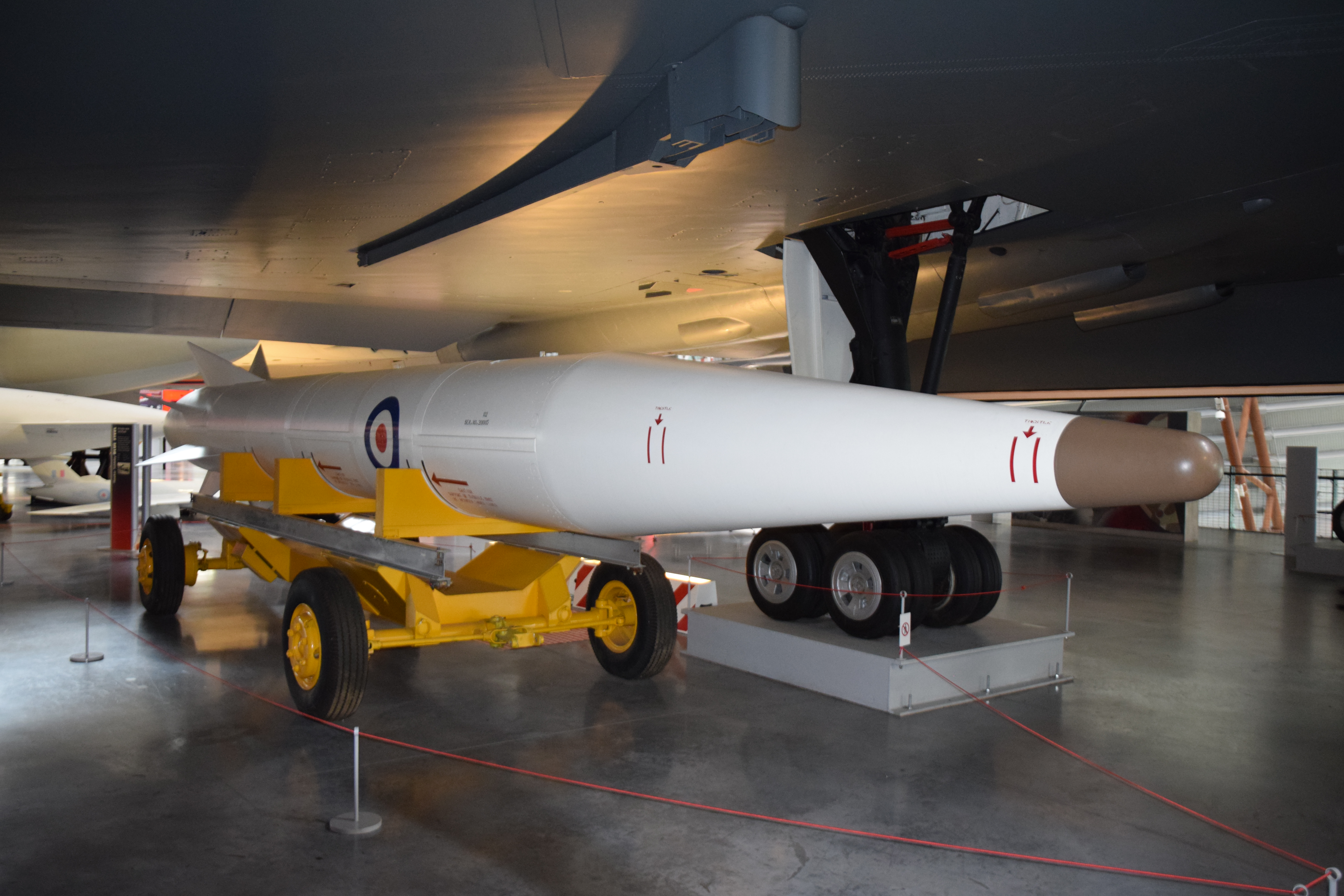

ВПС США (USAF) вирішила продовжити експлуатаційний термін своїх стратегічних бомбардувальників, розробивши автономну ракету AGM-28 Hound Dog. Перша серійна модель була передана Стратегічному авіаційному командуванню (SAC) у грудні 1959 року. Вона мала боєголовку W28 потужністю 4 мегатонни тротилу (17 ПДж) і мала дальність 1189 кілометрів (642 морські милі) на високому рівні та 630 кілометрів; 390 миль (340 морських миль) на низькому рівні. Його імовірна кругова помилка (CEP) понад 1,9 кілометра (1 морська миля) на повній дальності вважалася прийнятною для боєголовки такого розміру. Boeing B-52 Stratofortress міг перевозити два літаки, але двигун Pratt & Whitney J52, який знаходився під підвіскою, перешкоджав його перевезенню бомбардувальниками з меншим просвітом під крилом, як-от Convair B-58 Hustler і північноамериканський XB-70 Valkyrie. Він надійшов на озброєння у великій кількості, з 593 на озброєнні до 1963 року. Кількість скоротилася після цього до 308 у 1976 році, але він залишався на озброєнні до 1977 року, коли його замінив AGM-69 SRAM. Незважаючи на те, що він перевершує продуктивність Blue Steel, британці не проявляли великого інтересу до Hound Dog. Його не міг перевозити Handley Page Victor, і були сумніви щодо того, чи навіть Avro Vulcan мав достатній дорожній просвіт. Навіть коли Hound Dog вступив на озброєння, ВВС США розглядали наступника. Удосконалена ракета «повітря-поверхня» (AASM), яка може нести боєголовку від 0,5 до 1,0 мегатонни тротилу (2,1-4,2 ПДж) з дальністю від 1900 до 2800 кілометрів (1000-1500 морських миль) і CEP 910 метрів (3000 футів). Така ракета зробить пілотовані бомбардувальники конкурентоспроможними міжконтинентальним балістичним ракетам (МБР). Однак це також вимагатиме значного технологічного прогресу. Ця ракета стала AGM-48 Skybolt. У міру того, як витрати зросли, а підтримка зменшилася, ВПС США знизили свої характеристики до несення боєголовки на відстань від 1100 до 1900 кілометрів (600-1000 морських миль) і CEP 2,8 кілометрів (1,5 морських миль). За оцінками, це коштувало 893,6 мільйона доларів (еквівалентно 6,1 мільярда доларів у 2020 році). У травні 1960 року доповідь голові Президентського науково-дорадчого комітету (PSAC) Джорджу Кістяковському, Консультативна група PSAC з ракетних питань заявила, що вона не переконана в достоїнствах Skybolt, оскільки нова МБР LGM-30 Minuteman зможе працювати так само. місій за набагато нижчою ціною. Тому PSAC рекомендував у грудні 1960 року негайно скасувати Skybolt. Міністр оборони Сполучених Штатів Томас С. Гейтс-молодший вирішив не вимагати подальшого фінансування для цього, але уникнув скасування, перепрограмувавши 70 мільйонів доларів (еквівалентно 478 мільйонів доларів у 2020 році) із розподілу попереднього року.

## Кінцевий результат та наслідки
22 грудня, після завершення конференції в Нассау, ВПС США провели шостий і останній випробувальний політ Skybolt, отримавши на це чіткий дозвіл від Roswell Gilpatric, заступника міністра оборони Сполучених Штатів, за відсутності McNamara's. Випробування пройшло успішно.
```
Успішне випробування підвищило ймовірність того, що ВПС США зможуть відновити проект Skybolt, і американці порушать Нассауську угоду. Цього не сталося;             Skybolt був офіційно скасований 31 грудня 1962 року.
```

3 січня 1963 року McNamara's представив Нассауську угоду на розгляд кабінету міністрів. Він виступив за те, щоб Велика Британія зберегла ядерну зброю. Він стверджував, що не в інтересах Західного Альянсу, щоб всі знання про технологію залишалися в Сполучених Штатах; що володіння незалежним ядерним потенціалом дало Британії можливість відповісти на загрози з боку Радянського Союзу, навіть коли Сполучені Штати не були схильні підтримувати Британію; і що володіння ядерною зброєю дало Великій Британії право голосу на переговорах про ядерне роззброєння.

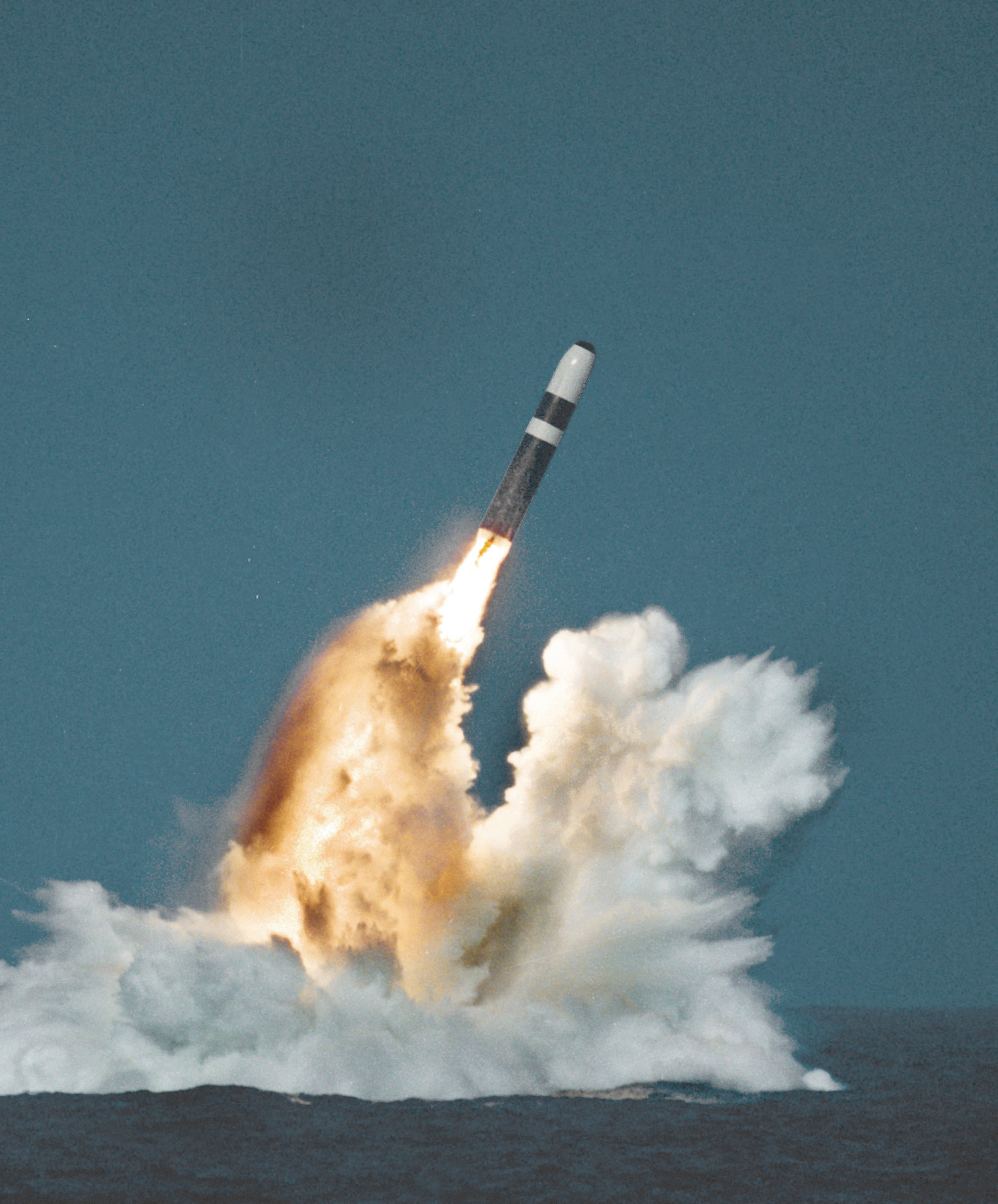
Trident

Проте було висловлено занепокоєння, що залежність від Сполучених Штатів неодмінно зменшить вплив Британії на світові справи. Торнікрофт звернувся до думки, що Велика Британія повинна забезпечити ядерний стримуючий засіб за рахунок власних ресурсів. Він зазначив, що Polaris становить 5,47 мільярда доларів у 2022 році витрат на дослідження та розробки, які Сполучене Королівство заощадить.
Після Нассауської угоди обидва уряди домовилися про угоду про продаж Polaris, угоду, за умовами якої США постачали ракети Polaris , яка була підписана 6 квітня 1963 року. Ракети були оснащені британськими боєголовками ET.317 Сполучене Королівство зберегло свої сили стримування, хоча їх контроль перейшов від Королівських ВПС до Королівського флоту. Polaris була кращою системою зброї для потреб Великої Британії, і її називали «майже вигідною угодою століття» і «дивовижною пропозицією». Бомбардувальники V були негайно передані НАТО відповідно до умов Нассауської угоди, вони мали тактичну ядерну зброю , як і підводні човни Polaris, коли вони вступили на озброєння в 1968 році.  Угода про продаж Polaris була змінена в 1980 році, щоб передбачити купівлю Trident.
Як і побоювалися, 14 січня 1963 року президент Франції Шарль де Голль наклав вето на заявку Великої Британії про вступ до ЄЕС, посилаючись на Нассауську угоду як одну з головних причин. Він стверджував, що залежність Великої Британії від Сполучених Штатів через купівлю Polaris зробила її непридатною для членства в ЄЕС. Політика США, спрямована на те, щоб змусити Велику Британію приєднатися до їх багатосторонніх збройних сил, виявилася провальною в світлі цього рішення, і не було ентузіазму з боку інших союзників НАТО. 
```
До 1965 року багатосторонні сили зникали в результаті чого група 
ядерного планування НАТО
 надала членам НАТО право голосу в процесі планування без повного доступу до ядерної зброї. 
```

Передвиборчий маніфест Лейбористської партії закликав до перегляду Нассауської угоди, а 5 жовтня 1964 року лідер Лейбористської партії Гарольд Вільсон розкритикував незалежне британське стримування як незалежне, ні британське, ні стримуючий фактор. Дуглас-Хоум ледве програв вибори Вільсону. На посаді лейбористи зберегли Polaris  і передали човни Polaris НАТО згідно з Нассауською угодою.